# Anja David Greve
Anja David Greve (født 6. maj 1977 i Aabenraa) er en dansk fysioterapeut. På fysioterapistudiet blev hun introduceret til behandling af håndboldspillere, da hun i 2005 kom i GOGs sundhedsstab. I dag er hun fast tilknyttet GOG, Odense Håndbold og Danmarks herrerhåndboldlandshold. Siden 2011 har hun været selvstændig med klinikken ADG Fysioterapi i Odense.